# Operazione Piave
L'operazione Piave fu un'operazione ordinata dall'alto comando tedesco in Italia nel settembre 1944 per eliminare le formazioni partigiane operative sul massiccio del monte Grappa. Tale operazione ebbe il suo apice il 26 settembre 1944, quando a Bassano del Grappa furono impiccate 31 persone.

## Descrizione

### Le formazioni
Da inizio settembre, presso la villa Caprera di Castello di Godego fu messo assieme un esercito composto da circa 10 000 uomini, di diversa provenienza, agli ordini del colonnello Zimmermann. Con questa armata le truppe circondarono il monte Grappa attuando un aggiramento che non lasciò via di scampo ai partigiani che si erano ritirati sui lati est e ovest, ovvero in val Brenta e nella valle del Piave, due vie strategiche per i tedeschi nel caso fosse stato necessario ritirarsi dalla linea gotica.

#### I partigiani
Sul massiccio del Grappa vi erano asserragliate alcune formazioni di partigiani:
- Brigata "Giacomo Matteotti" - Forse la più organizzata e armata, era composta da circa 500 uomini guidati dal capitano Angelo Pasini detto "Longo" o "Dodici" proveniente da Asolo. La brigata presidiava la parte centrale del Grappa, ovvero il territorio compreso tra la malga val delle Foglie e la valle di Schievenin.
- Brigata "Italia Libera Archeson" - Al comando del maggiore Edoardo Pierotti che aveva combattuto durante la prima guerra mondiale nelle Argonne. Questa era posizionata lungo la valle del Piave e sul monte Monfenera, fino al monte Tomba e all'Archeson e composta da cira 250 uomini. Questa brigata manteneva i collegamenti con i Gruppi di Azione Patriottica (GAP) attestati nella pianura e nelle colline asolane.
- Brigata "Gramsci" a sua volta composta dal battaglione garibaldino "Monte Grappa" e dal battaglione "A. Garibaldi", per un totale di circa 150 uomini. Questa brigata doveva controllare le vie di comunicazione tra Pove-Solagna, San Nazario-Cismon.

Questo "esercito" di meno di 1000 uomini era dotato di un armamento leggero, ovvero mitragliatrici Bren, mitra Sten, fucili, e bombe a mano, anche se si presume che parte dell'armamento sia stato raccolto tra le trincee ancora colme di materiale bellico del conflitto precedente. I viveri invece venivano per lo più dalle case dei loro "alleati", ovvero venivano estorti ai "Casàri" del Grappa, o offerti da familiari che vivevano nei vari paesini del fondovalle.

#### I nazi-fascisti
Alla base del massiccio vi erano unità della Wehrmacht, delle SS, dei Gebirgsjäger oltre a volontari ucraini, reparti del corpo di sicurezza trentino, del Polizeiregiment "Bozen" e della 1ª Legione d'Assalto "M" "Tagliamento". Inoltre per bloccare le strade furono attive anche le Brigate Nere di Vicenza e Treviso e alcune compagnie della Guardia Nazionale Repubblicana presso Crespano e Cavaso. Le truppe erano dotate oltretutto di cannoni, mortai, autoblindo, mitragliatrici pesanti e lanciafiamme.

### L'attacco
L'inizio dello scontro si ebbe alle 6:30 del 20 settembre 1944, a partire dal versante est, cioè da Quero e Alano di Piave in direzione del monte Madal. Sul versante sud-ovest la mattina del giorno seguente i nazi-fascisti non si fecero scrupolo di prendere dei civili in ostaggio e riuscirono a far ritirare gli avversari procedendo a lato delle Pale di Crespano del Grappa.
La maggior parte degli uomini si ritirò sulle sommità, ma lì furono catturati e alcuni anche fucilati sul posto. Alle 13:30 del 21 settembre il capitano Angelo Pasini diede l'ordine del "si salvi chi può", e lui stesso riuscì alla fine a giungere al fondovalle grazie all'aiuto di alcuni fedelissimi. Gli ultimi che resistettero al rastrellamento furono quelli che appartenevano al battaglione "Buozzi", capitanati dal tenente Livio Morello "Neri", dato che meglio conoscevano il territorio. Al 28 settembre vi erano ancora asserragliati una ventina di partigiani che decisero di abbandonare la cima verso le vette feltrine e quindi raggiungendo la brigata "Gramsci" comandata da Paride Brunetti detto "Bruno".

### L'eccidio di Bassano
Cessate le operazioni, i partigiani catturati vennero interrogati e alcuni di loro vennero fucilati o impiccati dopo sommari processi. Altri furono deportati in Germania, presso un sotto-campo del campo di concentramento di Dachau o presso il campo di concentramento di Steyr-Münichholz.
Ad altri 31 verrà riservato invece un trattamento speciale riservato loro dal vice brigadiere delle SS Karl Franz Tausch che era di stanza a Bassano del Grappa. Ai tempi Tausch era sottoposto al comando del SS-Obersturmführer Herbert Andorfer con il compito di gestire il territorio presso Roncegno in Trentino. Mentre Andorfer era esperto di guerriglia, Tausch aveva esperienze precedenti nell'uccidere partigiani e civili.
Andorfer escogitò un piano basato su un inganno. Affiggendo avvisi sulle mura dei vari paesi, promise alla popolazione che chi si fosse presentato spontaneamente avrebbe ottenuto un posto di lavoro all'organizzazione Todt oppure nella FlaK (unità della contraerea adibita anche al ripristino delle piste bombardate), salvando così la vita. Grazie a questo inganno, Andorfer venne aiutato indirettamente dalle varie personalità dei vari paesi, come i maestri, i sindaci i sacerdoti e persino le madri stesse che insistettero perché i propri figli si presentassero.
Il 26 settembre però, accompagnati su camion dai soldati tedeschi fino a Bassano, coloro che si erano presentati andarono incontro ad un'esecuzione di massa: ognuno di essi, dopo avergli effettuato un'iniezione per stordirlo un po', fu impiccato ad un albero utilizzando un cavo telefonico collegato al camion. All'ordine di Tausch il camion avanzava tirando il cavo, dopodiché veniva il turno di un altro, impiccato sempre con lo stesso cavo all'albero successivo. Fino alla trentunesima vittima il procedimento venne sistematicamente eseguito, alla presenza di numerosa popolazione. I cavi erano infilati da fascisti appartenenti alla vecchia Avanguardia (le cosiddette "Fiamme bianche") in gran parte giovanissimi, mentre Tausch coordinava il tutto. Le vittime che non decedevano subito, venivano tirate in giù dagli stessi Avanguardisti, in modo da affrettarne il decesso, in una sorta di colpo di grazia. Venne dato l'ordine di lasciare i corpi oramai inermi lì esposti per altri quattro giorni, con ciascuno un cartello appeso al collo con la dicitura "Bandito", ma vi rimasero per circa 20 ore.
Altrettanto dura fu l'esecuzione del tenente Leo Menegozzo, che venne impiccato a Possagno davanti alla sua casa in fiamme, o del tenente Angelo Gino Ceccato, che venne impiccato davanti ai suoi genitori dopo che anche a lui fu incendiata la casa.
L'operazione Piave giunse alla fine solamente il 28 settembre, e comportò la morte di 264 persone di cui 187 fra bruciati, fucilati e impiccati, 23 morti in combattimento, mentre dei restanti non si conosce la circostanza della loro morte dato che non tutte le salme furono ritrovate; si pensa che possano essere finite in alcune fosse comuni. La maggior parte dei giustiziati fu eliminata dopo processi brevi e sommari da Tribunali di Guerra istituiti nella Pedemontana.

## Morti per impiccagione

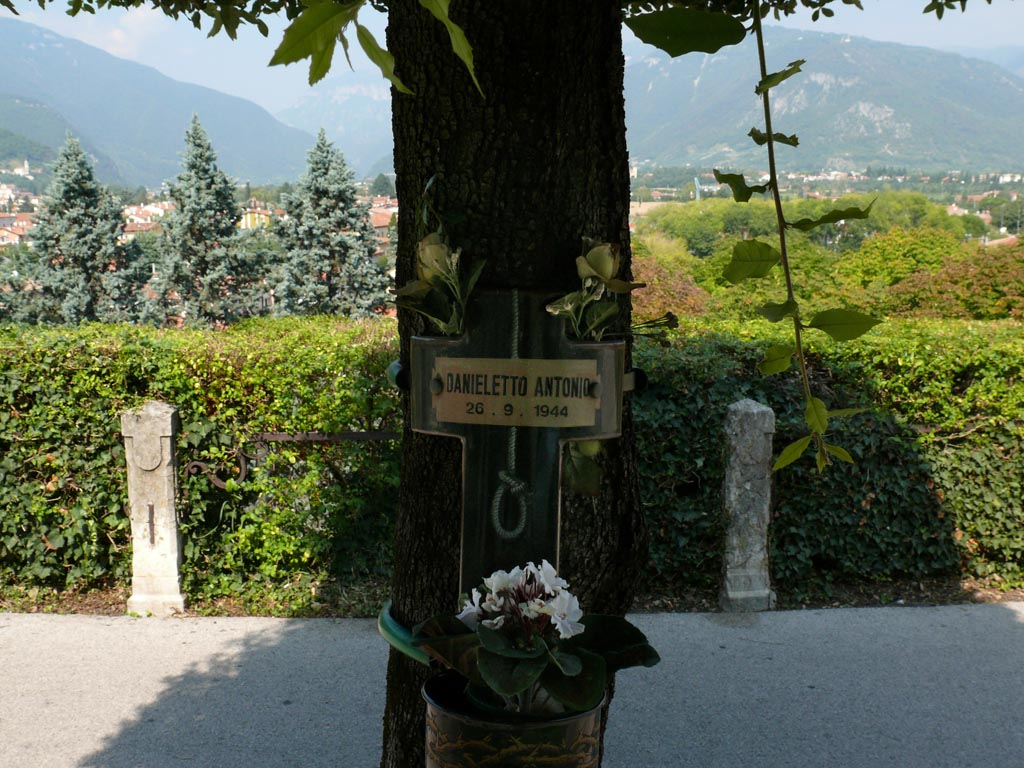
Commemorazione di un martire di Bassano

Le vittime della strage nazifascista furono:
1. Mario Aliprandi, di Mestre
2. Emilio Beghetto, di Tombolo
3. Armando Benacchio, di Pove del Grappa
4. Giacomo Bertapelle, di Borso del Grappa
5. Giuseppe Bizzotto, di Rossano Veneto
6. Gastone Bragagnolo, di Cassola
7. Ferdinando Brian, di Pove del Grappa
8. Pietro Bosa, di Pove del Grappa
9. Bortolo Busnardo, di Mussolente
10. Francesco Caron, di Pove del Grappa
11. Francesco Cervellin, di Borso del Grappa
12. Giovanni Cervellin, di Borso del Grappa
13. Pietro Citton, di Borso del Grappa
14. Giovanni Cocco, di Cassola
15. Leonida De Rossi, di Crespano del Grappa
16. Attilio Gaspare Donazzan, di Pove del Grappa
17. Angelo Ferraro, di Pove del Grappa
18. Carlo Fila, 30 anni, maestro, di Tramuschio di Mirandola[3]
19. Pietro Giuseppe Giuliani di Cheremule
20. Cesare Longo, 17 anni, di Pove del Grappa (malato di broncopolmonite)
21. Silvio Martinello, di Pove del Grappa
22. Girolamo Moretto, di Borso del Grappa
23. Giuseppe Moretto, di Romano d'Ezzelino
24. Fiorenzo Puglierin, di Pove del Grappa
25. Giovanni Battista Romeo, 16 anni, di Pove del Grappa (suo fratello Raffaele era stato fucilato 2 giorni prima)
26. Luigi Giuseppe Stefanin, di Cavaso del Tomba
27. Albino Vedovotto, di Borso del Grappa
28. Ferruccio Zen, di Pove del Grappa
29. Giovanni Favero, di Borso del Grappa
30. Giacomo Bertapelle, di Borso del Grappa
31. Ignoto

L'elenco della vittime non è ben definito, nonostante tutte le fonti parlino di 31 persone totali. Tuttavia alcuni ritengono che tra i nomi delle vittime sarebbero da includere anche:
- Carlesso Alberto (inizialmente classificato come ignoto);
- Danieletto Alberto (o Antonio) originario di Modena;
- 2 ex prigionieri alleati.